# Al-Mourabitoun
Pour le groupe terroriste, voir Al-Mourabitoune.
Al-Mourabitoun est un parti politique libanais.

## Histoire du mouvement

### Les débuts
C’est un mouvement nassériste fondé par le politicien libanais Ibrahim Qoleilat, connu populairement sous le nom d’Abou Chaker, sa première participation politique et militaire fut en 1956 par soutien à Abdel Nasser lorsqu’il a nationalisé le canal du Suez, il s’enrôle comme soldat et rejoint le camp Abou Qir en Égypte.
De retour au Liban et en accord avec ses convictions nasséristes panarabe, il va participer à la révolution de 1958 contre le président libanais Camille Chamoun favorable au pacte de Bagdad. Puis, il continuera la lutte politique défendant ses idées ce qui le mènera en prison.
À sa sortie de prison en 1967, il fonda le mouvement des nasséristes indépendants avec les compagnons qui ont apprécié en lui sa lutte et son nassérisme.

### Le mouvement national et la guerre civile
En 1975, les nasséristes indépendants ont rejoint le mouvement national libanais (gauche) sous la houlette de Kamal Joumblatt, et ont participé au combat au côté des autres factions du mouvement contre les milices du front libanais (droite) de Camille Chamoun et Pierre Gemayel, surtout à Beyrouth et Ouyoune Simane.
Au début de la guerre la majorité des combattants du mouvement nassériste furent des Beyrouthins qui voulaient défendre leurs quartiers, et il a acquis une énorme popularité après sa fabuleuse victoire dans les batailles qui se sont déroulées dans le quartier des grands hôtels au centre de Beyrouth, ce qui a eu pour conséquence l’augmentation du nombre de combattants qui ont rejoint ses rangs. Et depuis la milice du mouvement a pris le nom d’Al-Mourabitoun (les sentinelles) en commémoration des conquérants de l’Andalousie (Almoravide) et elle est devenue la plus importante milice sunnite sur la place libanaise (en 1987, les effectifs d’Al-Mourabitoun furent formés de 45 % sunnites, 45 % chiites, et 10 % druzes). Ces pourcentages ont changé après l’apparition sur la scène libanaise du Courant du futur (comme force sunnite) et du Hizbollah (comme force de résistance chiite).

### L’invasion israélienne et le siège de Beyrouth
Al-Mourabitoun qui avait des liens privilégiés avec le Fatah, a participé à la résistance pendant l’invasion et l’occupation israélienne du Liban et de Beyrouth en 1982. Elle s’est illustrée surtout sur les fronts du musée et du port où elle a pu stopper une grande attaque israélienne le 4 août 1982. (L’écrivain palestinien Rachad Abouchaouar a raconté quelque fait d’armes d’Al-Mourabitoun dans son livre « Ah Beyrouth » sur l’invasion israélienne : « pendant une réunion du commandement commun certains ont blâmé Al-Mourabitoun d’avoir cherché à attaquer de face et ils voulaient des attaques en profondeur. Oh ! Les théoriciens, quelle profondeur ? Et on fait un face à face avec l’ennemi, j’atteste que l’âme d’Al-Mourabitoun par ma connaissance intime des leaders surtout celle d'Ibrahim Qoleilat est une âme de fonceur, une âme de confrontation et une âme d’attaque……, mais ceux qui veulent des attaques de profondeur derrière les lignes ennemies ne nous expliquent pas pourquoi nous qui sommes à l’intérieur de Beyrouth devrions faire cela, ce pendant il y a des milliers de combattants à Bhamdoun et Alaye ». Et il nous expose quelques extraits de ce qui s’est produit sur le front du musée : « la machine de guerre americo-sioniste quoique puissante n’est pas capable de comprendre qu’à Beyrouth il y a des mères, la mère d’Ahmad comme la mère de Georges, et ce que les ordinateurs ne pourront pas comprendre que derrière un énorme barrage de sable, deux tanks T-34 d’Al-Mourabitoun continuent à affronter l’ennemi malgré l’importante présence des avions de chasse et que le chef du poste est un vendeur de fruits et légumes qui quitte son étal pour mener la bataille, mélangeant ses ordres avec des injures beyrouthines inimaginables, et quel est l’avis des dieux américains et des légendes sionistes tirées de la Torah ? Quand le canon d’un des deux tanks a explosé et que l’autre tank continu le combat sans crainte ». Et il nous rapporte ce qu’a dit Salah Khalaf - Abou ayad : « le mouvement national ne joue pas son rôle mais la situation s’améliore grâce à Al-Mourabitoun de Qoleilat - Abou Chaker le seul qui utilise la totalité de sa puissance de feu et les autres ont caché leur arsenal.

### Le soulèvement de 6 février 1984
Les unités d’Al-Mourabitoun avec les autres milices des partis de gauche et du mouvement Amal ont participé aux batailles connues comme le soulèvement de 6 février qui a eu pour conséquence l’expulsion des brigades fidèles au président Amine Gemayel, cette coalition a reçu le soutien logistique des forces syriennes et palestiniennes.

### La régression de l’influence du mouvement
À la suite de l’évacuation des troupes palestiniennes du Liban et la sortie de l’OLP de Beyrouth, le mouvement a perdu son principal allié et soutien, et il est entré dans différents conflits avec les autres factions pour le contrôle de Beyrouth ouest.
En mars 1985, la milice du Parti socialiste progressiste (PSP) a attaqué et occupé les locaux du mouvement à Beyrouth ainsi que la maison mère et la radio du mouvement situées à la mosquée de Gamal Abdel Nasser. Et en avril de la même année le mouvement est entré en affrontement armé contre la milice du mouvement Amal, et quand il a pris le dessus le leader du PSP a donné l’ordre à ses troupes ainsi qu’à celles du Parti communiste libanais (PCL) de soutenir celles d’Amal malgré l’animosité entre ces deux partis et Amal. Au moment de l’attaque du mois de mars le président du mouvement était en voyage à l’étranger et il a préféré y rester et malgré les changements successifs dans la politique libanaise ce qui a induit le recul du rôle militaire visible de sa branche armée

### Le mouvement après la fin de la guerre civile
En 2001, le mouvement a annoncé son retour sur la scène politique libanaise, a ouvert des bureaux dans tous les départements libanais, en soulignant son hostilité au communautarisme, régionalisme et sectarisme et de nombreux citoyens et familles ont rejoint ses rangs. 
Des tentatives d’exploitation du nom du mouvement a eu lieu ces dernières années, la plus importante d’entre elles fut la création d’un groupe soutenu par différents courants qui a usurpé le nom, et on a continué à affaiblir l’influence d’Almourabitoun par l’accusation de quelques partisans à la suite de la découverte d’un entrepôt d’armes datant de 1982.

### Les événements de mai 2008
Le mouvement a participé à ces événements, a réussi à occuper deux bureaux du courant du futur et après l’accord de Doha, il en a restitué un au propriétaire et l’autre a été livré à l’armée libanaise, par la suite le mouvement a appliqué l’ordonnance du gouvernement visant à enlever des rues de Beyrouth toutes les affiches, logos et photos, dans le but d’atténuer la congestion politique dans le pays. 

## Les institutions du mouvement
Le mouvement de nasséristes indépendants a constitué un corps de secouristes connu sous le nom de l’association du croissant rouge libanais.

### Les médias
Pendant la guerre civile le mouvement a ouvert une radio sous le nom de « La voix du Liban Arabe » qui émettait depuis la maison mère dans le quartier Abou Chaker à Beyrouth.
Aussi pendant l’invasion israélienne et l’encerclement de Beyrouth en 1982 le mouvement a commencé à diffuser ses programmes télévisés par le biais de « Télévision du Liban Arabe ».
En 2008, le mouvement a repris l’émission de sa radio et ce depuis son site officiel sur le net.
En 2009 et après l’obtention du droit de publication il a commencé à éditer un hebdomadaire en ligne qui se nomme Al-Rassed.
Il est imprimé et distribué à partir du mois d’avril de la même année.

## La situation actuelle[Quand?]du mouvement
À la suite de sa marginalisation par l’opposition, la direction du mouvement a décidé de suspendre sa participation aux rencontres officielles des responsables des partis de l’opposition qui ont apparu et selon lui incapable d’élaborer un projet national.
Le mouvement se prépare actuellement[Quand ?] à constituer un pôle médiatique qui sera du niveau des autres grandes agences libanaises.
Le mouvement a annoncé qu’il est en train[Quand ?] d’étudier la possibilité de participer aux élections parlementaires de juin 2009 tout en faisant sien les candidats issus des autres partis nasséristes, tout en soulignant son opposition à la loi électorale qui s’appelle loi de 1960.